# سراجانج صدار
سراجانج صدار (به لاتین: Sirajganj Sadar) یک منطقهٔ مسکونی در بنگلادش است که در ناحیه سراج‌گنج واقع شده‌است. سراجانج صدار ۳۲۵٫۷۷ کیلومتر مربع مساحت و ۳۸۹٬۱۶۰ نفر جمعیت دارد.